# Havanaise
Havanaise född 26 maj 2017, är en fransk varmblodig travhäst som tränas av François Pierre Bossuet och körs av antagligen tränaren själv eller Franck Nivard.
Havanaise började tävla i oktober 2019 och inledde med en andraplats tills hon vann sitt första lopp i sin sjunde start. Hon har till februari 2022 sprungit in 490 210 euro på 36 starter, varav 7 segrar och 9 andraplats samt 1 tredjeplatser. Karriärens hittills största seger har kommit i Prix Bold Eagle (2022).
Hon har även segrat i Prix Ariste-Hémard (2021). Hon har även kommit tvåa i Prix Vourasie (2019), Prix Roquépine (2020), Prix Ozo (2020), Prix Uranie (2020), Critérium des 3 ans (2020), Prix Gaston de Wazières (2021), Prix Guy Le Gonidec (2021) samt på tredjeplats i Prix Guy Deloison (2020), Prix Éphrem Houel (2021) och Prix Paul Leguerney (2021).